# Eratosthenes
Eratosthenes von Kyrene (altgriechisch Ἐρατοσθένης Eratosthénēs; * zwischen 276 und 273 v. Chr. in Kyrene; † um 194 v. Chr. in Alexandria) war ein außergewöhnlich vielseitiger griechischer Gelehrter in der Blütezeit der hellenistischen Wissenschaften.
Er betätigte sich als Mathematiker, Geograph, Astronom, Historiker, Philologe, Philosoph und Dichter. Im Auftrag der ägyptischen Könige aus der Dynastie der Ptolemäer leitete er rund ein halbes Jahrhundert lang die Bibliothek von Alexandria, die bedeutendste Bibliothek der Antike. Mit ihrer hervorragenden Ausstattung bot ihm die Bibliothek ausgezeichnete Arbeitsbedingungen. Berühmt ist er vor allem als Begründer der wissenschaftlichen Geographie. Seine auf sorgfältigen Messungen beruhende Bestimmung des Erdumfangs gehört zu den bekanntesten wissenschaftlichen Leistungen des Altertums. Neben der Forschungstätigkeit gehörte das Sammeln und Ordnen von bereits vorhandenem Wissensstoff zu seinen Hauptanliegen. Von seinen zahlreichen verlorenen Werken ist nur ein winziger Bruchteil aus Zitaten und Berichten späterer Autoren bekannt, was eine Würdigung seines Lebenswerks sehr erschwert.
Als erster antiker Gelehrter bezeichnete sich Eratosthenes als „Philologe“. Unter Philologie verstand er nicht nur Beschäftigung mit Sprach- und Literaturwissenschaft, sondern in einem allgemeineren Sinne eine vielseitige Gelehrsamkeit. Kennzeichnend für seine unbefangene Haltung gegenüber eingewurzelten Überzeugungen ist seine Kritik an den Dichtern, die auch eine höchstrangige Autorität wie Homer nicht verschonte. Den Schilderungen der Dichter billigte er keinen Wahrheitsgehalt zu, da ihr Ziel nur Unterhaltung und nicht Belehrung sei.

## Leben
Eratosthenes stammte aus der Stadt Kyrene im heutigen Libyen. Seine Geburt lässt sich auf den Zeitraum zwischen 276 und 273 v. Chr. eingrenzen. Zum Studium ging er nach Athen. Seine Lehrer waren der Grammatiker Lysanias von Kyrene, der stoische Philosoph Ariston von Chios und der Platoniker Arkesilaos. Ariston, der sich nur für Ethik interessierte und naturwissenschaftliche Studien für unwichtig hielt, scheint Eratosthenes nicht nachhaltig beeinflusst zu haben. Weit stärker waren offenbar die Eindrücke, die Eratosthenes von den Denkern der Platonischen Akademie empfing, denn seine späteren Äußerungen zu philosophischen Themen erweisen ihn als Platoniker. Ein reguläres Mitglied der Akademie scheint er aber nicht gewesen zu sein. Außerdem wird in der antiken Überlieferung auch der berühmte Gelehrte Kallimachos von Kyrene als Lehrer des Eratosthenes genannt, doch ist diese Angabe kaum glaubwürdig. Weitere Philosophen, die Eratosthenes beeindruckten, waren Arkesilaos’ Schüler Apelles von Chios und der Kyniker Bion von Borysthenes. Eine unklare und umstrittene, chronologisch problematische Bemerkung Strabons über eine Beziehung des Eratosthenes zu dem Stoiker Zenon von Kition muss nicht im Sinne eines Lehrer-Schüler-Verhältnisses gedeutet werden.

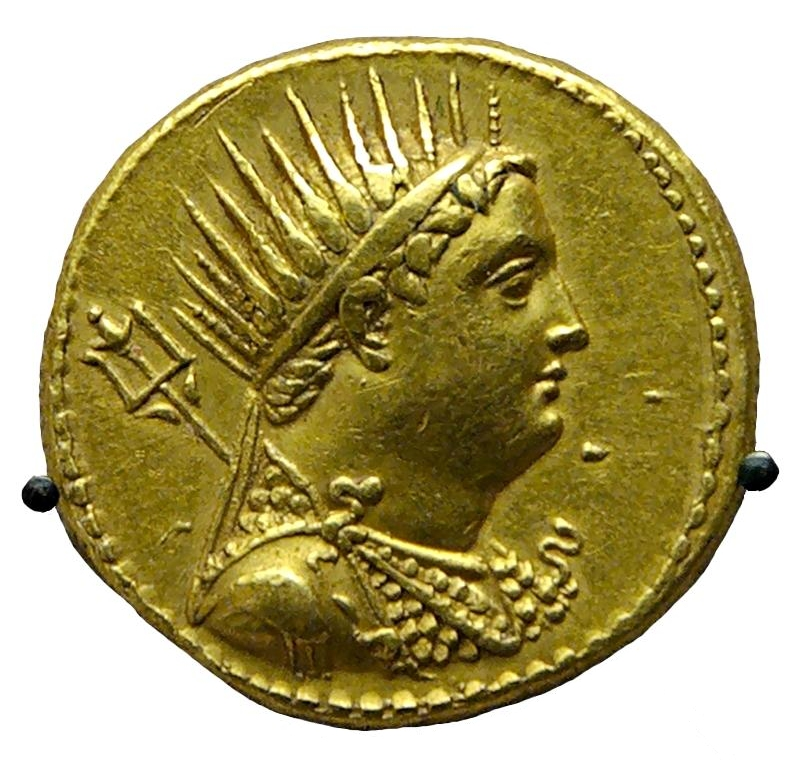
Münzbildnis Ptolemaios’ III.

Aus Athen holte der ägyptische König Ptolemaios III. Euergetes bald nach seinem Regierungsantritt, wahrscheinlich um 245, den erst etwa dreißigjährigen Eratosthenes in seine Residenzstadt Alexandria. Offenbar genoss der junge Gelehrte schon damals einen ausgezeichneten Ruf, wobei seine dichterischen und mathematisch-philosophischen Leistungen im Vordergrund standen; seine geographischen, philologischen und historischen Arbeiten entstanden erst später. Der König ernannte ihn zum Leiter der Bibliothek von Alexandria, nachdem sein Vorgänger in diesem Amt, Apollonios von Rhodos, wegen Meinungsverschiedenheiten mit Ptolemaios III. zurückgetreten war. Ab etwa der Mitte der dreißiger Jahre unterrichtete Eratosthenes den Sohn und künftigen Nachfolger des Königs, Ptolemaios IV. Philopator, der im Jahr 222 den Thron bestieg.
Über das spätere Leben des Eratosthenes fehlt es an zuverlässigen Quellen. Die Leitung der Bibliothek behielt er bis zu seinem Lebensende. Über seinen Tod liegen unterschiedliche Angaben vor. Die Suda, eine byzantinische Enzyklopädie, berichtet, er habe wegen Erblindung seinem Leben ein Ende gesetzt, indem er die Nahrungsaufnahme verweigerte. Ein solcher Tod galt damals als eines Philosophen würdig. Der Dichter Dionysios von Kyzikos hingegen, der kurz nach dem Tod des Eratosthenes ein Gedicht auf den Verstorbenen – wohl als Grabinschrift (Epitaph) – verfasste, schrieb: „Ganz mildes Greisenalter löschte dich aus, nicht schwächende Krankheit“. Dionysios ging also von Altersschwäche des rund Achtzigjährigen als Todesursache aus; vielleicht wollte er dem Gerücht entgegentreten, es habe sich um einen Freitod gehandelt. Eratosthenes wurde in Alexandria bestattet.
Trotz seines Ruhmes und seiner außerordentlichen Gelehrsamkeit wurde Eratosthenes nicht zum Gründer einer eigenen Schulrichtung. Von den vier Personen, die in der Suda als seine Schüler genannt werden, sind drei nicht sicher identifizierbar, waren also kaum bedeutende Wissenschaftler. Der vierte ist der prominente Grammatiker Aristophanes von Byzanz, der als Nachfolger des Eratosthenes die Leitung der Bibliothek von Alexandria übernahm.

## Werke und Leistungen
Eratosthenes verfasste zahlreiche Werke, von denen aber nur Fragmente erhalten geblieben sind. Seine Ansichten und Leistungen sind daher nur aus diesen Bruchstücken und sonstigen Angaben in der antiken Literatur bekannt. In seiner geistigen Entwicklung lassen sich grob drei Phasen unterscheiden. In der ersten Phase setzte er sich intensiv mit Philosophie (vor allem dem Platonismus) auseinander, in der zweiten trat die Naturwissenschaft in den Vordergrund, in der dritten verschob sich sein Interessenschwerpunkt zur Philologie. Konstanten seines Wirkens waren die Beschäftigung mit fachwissenschaftlichen Problemen und die besondere Beachtung kulturgeschichtlicher Aspekte seiner Forschungsgebiete.

### Astronomie

#### Schriften
Drei astronomische Schriften des Eratosthenes sind bekannt, aber nur fragmentarisch erhalten:
- Das Sternbuch, das in der Suda mit dem Titel Astronomie oder Katasterismen angeführt wird. Der ursprüngliche Titel lautete vermutlich Über die Ordnung der Sterne und den Ursprung der Himmelszeichen. Das Sternbuch enthielt einen Sternenkatalog mit Helligkeitsangaben für einzelne Sterne. Es diente aber nicht nur einem astronomischen, sondern auch einem mythographischen Zweck, denn es umfasste auch eine Sammlung von Sagen, die sich auf einzelne Gestirne und Sternbilder beziehen. Von diesem Werk, das nicht erhalten ist, wurde im 2. Jahrhundert n. Chr. eine bearbeitete Fassung angefertigt, die Katasterismen, die dann unter dem Namen des Eratosthenes Verbreitung fand. Diese Neufassung ist ebenfalls nicht in ihrer ursprünglichen Gestalt erhalten, lässt sich aber aus einem erhaltenen Auszug (Epitome) sowie Angaben bei Hygin und in Scholien zu Aratos von Soloi und Germanicus rekonstruieren. Die Katasterismen behandelten – ebenso wie schon das Originalwerk – Mythen über 44 Sternbilder und Himmelskörper, wobei die fünf damals bekannten Planeten und die Milchstraße als je ein Sternbild gezählt wurden.
- Die Schrift Über die Vermessung der Erde, die eine Reihe von astronomischen und geographischen Themen behandelte. Dazu gehörten die Bestimmung des Erdumfangs und die Messung der Schiefe der Ekliptik, die Größe von Mond und Sonne und ihre Entfernung von der Erde, die Unterschiede der Tageslängen in Abhängigkeit von der geographischen Breite und der Jahreszeit, die Abstände der Wendekreise und Polarkreise sowie Fragen der totalen und partiellen Sonnen- und Mondfinsternisse. Ein weiteres Thema waren die Winde; Eratosthenes soll eine Windrose eingeführt haben. Eine angeblich antike Schrift, in der ihm die Erfindung einer gleichgeteilten achtstrichigen Windrose zugeschrieben wird, ist eine Fälschung aus der Zeit der Renaissance. Bei dem spätantiken Autor Oreibasios finden sich aber Angaben, die möglicherweise auf eine authentische Windrose des Eratosthenes hindeuten.
- Über den achtjährigen Zyklus, eine Untersuchung über die Kalenderrechnung, wobei es um die Bestimmung des Verhältnisses von Sonnen- und Mondjahr und um ein spezielles Problem des Sonnenjahrs ging. Man hatte herausgefunden, dass ein Zyklus von acht Kalenderjahren (Oktaeteris), nämlich fünf normalen Jahren zu zwölf Monaten und drei Schaltjahren zu dreizehn Monaten, etwa acht Sonnenjahren entsprach, so dass nach acht Jahren Sonne und Mond wieder ungefähr dieselben Positionen hinsichtlich der Äquinoktien und Solstitien einnahmen. Diese ungenaue Kalenderrechnung – der Fehler betrug anderthalb Tage pro Zyklus – war das allgemeine Thema der Untersuchung. Den Ausgangspunkt für die speziellen Erörterungen des Eratosthenes bildete das Problem, dass ein Fest der Göttin Isis wegen des Fehlens von Schalttagen alle vier Jahre um einen Tag zurückfiel und so im Lauf der Jahrhunderte rückwärts durch das Jahr wanderte. Vermutlich schlug Eratosthenes vor, das Problem durch Einfügung eines Schalttags zu beheben. Im Jahr 238 v. Chr. ordnete Ptolemaios III. eine Kalenderreform an, mit der alle vier Jahre ein Schalttag eingefügt wurde. Die Vermutung, dass dies auf Empfehlung des Eratosthenes geschah, ist naheliegend.[10] Die Reform, die das Prinzip des Julianischen Kalenders vorwegnahm, setzte sich allerdings nicht dauerhaft durch.

#### Bestimmung des Erdumfangs
Die Griechen gingen schon lange vor Eratosthenes von einer Kugelgestalt der Erde aus. Bereits Aristoteles befasste sich mit der Frage ihres Umfangs. Er berief sich auf nicht namentlich genannte „Mathematiker“, die einen Umfang von 400.000 Stadien ermittelt hatten, eine wohl eher geschätzte als berechnete Zahl. Die genaue Länge des von den „Mathematikern“ verwendeten Längenmaßes Stadion ist unklar, daher werden bei der Umrechnung in Kilometer unterschiedliche Zahlen genannt. Wenige Jahrzehnte später (nach 309 v. Chr.) ermittelte ein Forscher – möglicherweise war es Dikaiarchos – einen Umfang von 300.000 Stadien. Eratosthenes ist der einzige Gelehrte der Antike, für den eine wissenschaftlich fundierte Messung bezeugt ist. Die Voraussetzungen dafür waren ausgezeichnet: Er verfügte über vorzügliche Kenntnisse sowohl auf mathematischem als auch auf geographischem Gebiet, hatte in der Bibliothek Zugang zur bereits vorhandenen einschlägigen Literatur und konnte sich bei der Durchführung der aufwändigen Messungen auf die Unterstützung des Königs Ptolemäus III. verlassen. Das Ergebnis betrug 250.000 Stadien; später änderte er es (aus unbekanntem Grund) auf 252.000.

Illustration der Berechnung des Erdumfangs

Das Verfahren des Eratosthenes ist in einer zusammenfassenden und vereinfachenden Beschreibung des kaiserzeitlichen Astronomen Kleomedes überliefert. Es bestand, wenn man dieser Darstellung folgt, aus folgenden Schritten: Er nahm an, dass die ägyptischen Städte Alexandria (an der Mittelmeerküste) und Syene (das heutige Assuan, die südlichste Stadt des Landes) auf demselben Meridian (Längengrad) liegen. Der Abstand zwischen zwei von Eratosthenes festgelegten Messpunkten in den beiden Städten betrug nach seiner Kenntnis 5000 Stadien. Da Alexandria erst im 4. Jahrhundert gegründet worden war, konnte er sich für die Distanz nicht auf Angaben in der altägyptischen Literatur verlassen, sondern ließ wahrscheinlich den Abstand seiner beiden Messpunkte von königlichen Schrittzählern genau ausmessen. An beiden Orten stellte er ein Gnomon auf, eine innen mit einer Gradeinteilung ausgestattete metallene Halbkugel mit einem senkrechten Zeiger zur Ablesung des entstehenden Schattens. Die Messung der Sonnenhöhe über dem Horizont wurde mit diesen Geräten mittags am Tag der Sommersonnenwende durchgeführt. Sie ergab, dass der Schattenzeiger in Syene keinen Schatten warf, die Sonne also dort genau im Zenit stand. In Alexandria war die Sonne zu diesem Zeitpunkt den „fünfzigsten Teil“ eines Vollkreises vom Zenit entfernt, also nach der heutigen Kreiseinteilung in 360 Winkelgrade 7° 12′. Somit musste man 5000 Stadien nach Süden wandern, um ein Fünfzigstel des Erdumfangs zurückzulegen. Daraus ergab sich für den Erdumfang ein Wert von 50 × 5000 = 250.000 Stadien.
Unklar ist, wie lang das für die Messung verwendete Längenmaß „Stadion“ war. Es kann sich wohl kaum um das rund 185 Meter lange „olympische“ Stadion handeln, denn dann hätten sich die Schrittzähler bei der Bestimmung des Abstands der beiden Städte, der tatsächlich in der Luftlinie 835 km beträgt, um mehrere Tagesreisen geirrt. Daher nehmen zahlreiche Forscher an, dass das verwendete Längenmaß deutlich kürzer war. Die Vermutungen schwanken zwischen 148,8 und 180 Metern. Eine besonders oft genannte Zahl, die aus einer Angabe in der Naturalis historia Plinius’ des Älteren abgeleitet wird, ist 157,5 m. 
Geht man von der tatsächlichen Distanz von 835 km (Luftlinie) zwischen Syene und Alexandria aus, so berechnet sich das Stadion auf 835.000 m : 5000 = 167 m. Mit diesem Maß ergibt sich ein Erdumfang von 41.750 km. Das ist 104,375 % des Umfanges, der bei der Definition des Meters zugrunde gelegt wurde, 104,179 % des tatsächlichen Äquatorumfangs sowie 104,354 % des aus zwei Meridianen bestehenden Umfangs über die Pole.
Aus heutiger Kenntnis gab es bei dieser Messung zwei wesentliche Fehlerquellen:
- Ein Fehler von 7,7 % (zu hoch) resultierte daraus, dass Alexandria und Syene nicht auf demselben Meridian liegen. Syene befindet sich etwa 3° östlich von Alexandria. Für einen genau auf dem Meridianbogen von Alexandria liegenden Punkt hätte sich ein Abstand von 4615 Stadien und damit für den Erdumfang ein Betrag von 50 × 4615 = 230.750 Stadien ergeben.
- Ein dazu überlagerter Fehler von 5,2 % (zu niedrig) resultierte daraus, dass Syene bei 24,09° Nord (ca. 0,5° nördlich des Wendekreises) und Alexandria bei 31,20° Nord liegen, weshalb die tatsächliche Winkeldifferenz nur 7,11° statt 7,5° (1/50 des Vollkreises) betrug.

Somit ergäbe sich ein insgesamt korrigierter Wert von 230.750 × 7,5 : 7,11 = 243.407 Stadien (≙ 40.649 km).

#### Schiefe der Ekliptik

Schiefe der Ekliptik (Winkel ε)

Eratosthenes bestimmte die Schiefe der Ekliptik. Die Ekliptik ist die scheinbare, auf die gedachte Himmelskugel projizierte Kreisbahn der Sonne im Verlauf eines Jahres; ihre Schiefe ist die Neigung ihrer Ebene gegen die Ebene des Äquators. Der Wert dieses Winkels (ε) ist nicht konstant; zur Zeit des Eratosthenes betrug er 23° 43′ 40″. Schon im 5. Jahrhundert v. Chr. war Oinopides von Chios auf 24° gekommen; Eratosthenes verbesserte die Messgenauigkeit. Er ermittelte als Winkeldistanz zwischen den beiden Wendekreisen {\displaystyle {\tfrac {11}{83}}} des Vollkreises (360°), also 47° 42′ 40″, woraus sich für ε durch Halbierung ein Wert von 23° 51′ 20″ ergibt. Wie er zu diesem Ergebnis kam, ist unbekannt, die dazu in der Forschung erwogenen Hypothesen sind spekulativ.

### Geographie
Eratosthenes verfasste nur eine einzige geographische Schrift, die Geographie (Geōgraphiká) in drei Büchern. Auch diese während der gesamten Antike als Standardwerk geltende Schrift ist nur fragmentarisch erhalten. Sie war das berühmteste und einflussreichste seiner Werke, da mit ihr die wissenschaftliche Geographie begann. Vermutlich war er es, der diesen früher nicht bezeugten Begriff prägte. Geographie bedeutete für ihn wörtlich „das Zeichnen (gráphein) der Erde“, womit er über das bloße Beschreiben der Erdoberfläche hinaus auch ein kartographisches Erfassen, Messen, Einteilen und Lokalisieren meinte. Dabei baute er auf den Erkenntnissen auf, die er bereits in der Abhandlung Über die Vermessung der Erde, welche die Erdkunde unter astronomischen Gesichtspunkten behandelte, dargelegt hatte.
Zunächst beschrieb er die Grundlagen der Geographie einschließlich ihrer Geschichte. In seiner Auseinandersetzung mit den Auffassungen früherer Naturforscher ließ er nur die mathematisch-physikalischen Ansätze gelten und verwarf die Behauptungen der Dichter. Den Dichtern unterstellte er, dass sie nur auf Unterhaltung und nicht auf Belehrung abzielten. Daher hielt er ihre geographischen Angaben für wertlos. Diese Kritik richtete sich besonders gegen die Autorität Homers, der sich in den geographischen Verhältnissen außerhalb Griechenlands nicht ausgekannt habe.

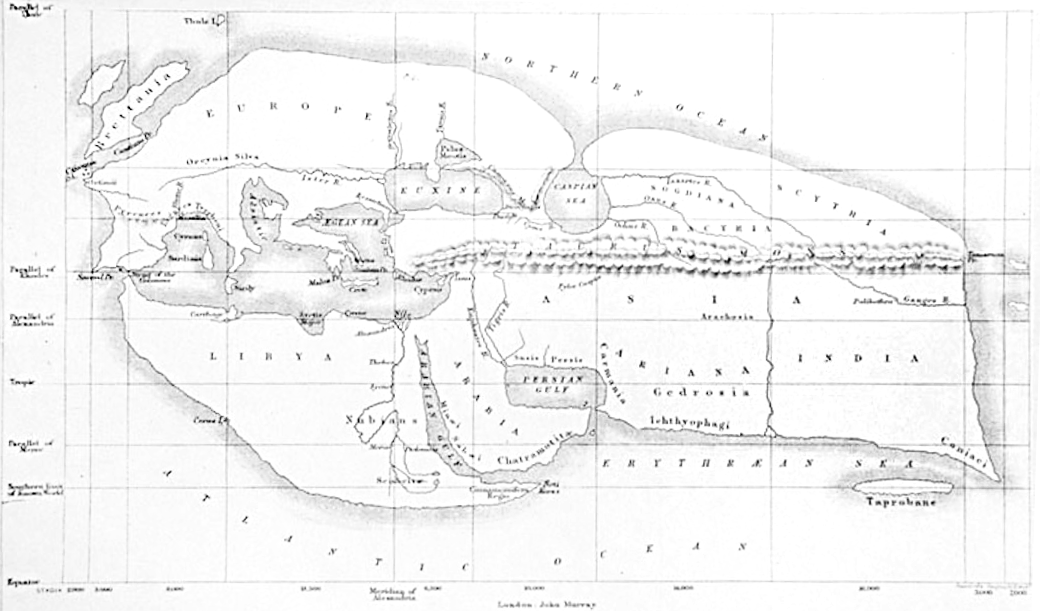
Versuch einer Rekonstruktion der Karte des Eratosthenes

Dann legte Eratosthenes seine eigenen Ansichten vor. Anscheinend erläuterte er die geographischen Konsequenzen aus den in seiner Abhandlung über die Erdvermessung dargelegten Erkenntnissen. Er präsentierte wohl alle bekannten Beweisführungen für die Kugelgestalt der Erde und erörterte die Verteilung von Wasser und Land auf der Erdoberfläche. Dass das Verhältnis von Wasser und Land nicht konstant ist, war ihm dank geologischer Beobachtungen klar; aus Funden versteinerter Muschelschalen folgerte er, dass die Libysche Wüste einst ein Meer war. Er teilte die schon zur Zeit der Vorsokratiker verbreitete Vorstellung, die Oikumene (der bekannte, besiedelte Teil der Erdoberfläche) sei eine riesige, vom Ozean umgebene Insel. Daraus schloss er, dass man theoretisch auf dem Seeweg von der Iberischen Halbinsel über den Atlantik nach Indien gelangen könnte, wenn die Größe des Ozeans eine solche Fahrt zuließe. Die Länge und Breite der Insel versuchte er zu ermitteln. Für die maximale Länge kam er durch Addition von bekannten oder geschätzten Streckenabschnitten auf 77.800 Stadien, für die maximale Breite auf 38.000 Stadien. Er entwarf ein Koordinatensystem mit Meridianen und Parallelkreisen, das die Basis für seine Karte der bewohnten Welt lieferte, die er im dritten Buch vorlegte und erläuterte.
Seine Kenntnisse ferner Länder bezog er aus den Fahrtenberichten, die ihm vorlagen. Deren oft ungenaue oder irrige Angaben sichtete er kritisch, um sie dann, soweit sie ihm glaubwürdig und stimmig vorkamen, für sein kartographisches Vorhaben auszuwerten. Seine Stellung als Leiter der außerordentlich gut ausgestatteten Bibliothek von Alexandria – der besten der antiken Welt – verschaffte ihm die einzigartige Gelegenheit, die ganze Informationsfülle der damals vorhandenen Seefahrten- und Länderbeschreibungen zu nutzen.
Er teilte die Oikumene durch das Diaphragma, eine Parallele zum Äquator, die durch die Säulen des Herakles verlief, in einen Nord- und einen Südteil. Damit gab er die herkömmliche Einteilung in drei Kontinente auf. Bei der weiteren Aufteilung unterschied er mindestens vier große Landeskomplexe, die er „Siegel“ (sphragídes, plinthía) nannte. Afrika betrachtete er als rechtwinkliges Dreieck. Über Südwesteuropa war er schlechter informiert als über den Orient, über den seit den Feldzügen Alexanders des Großen und der Diadochen relativ detaillierte Informationen vorlagen. Für den Nordwesten stützte er sich auf den Reisebericht des Pytheas, was ihm von antiken Kritikern verübelt wurde, denn Pytheas galt als wenig glaubwürdig. Als Ursache für den Mangel an zuverlässigen Berichten über den Westen bezeichnete er die Fremdenfeindlichkeit der Karthager. Unzulänglich waren seine Kenntnisse über den Norden und Nordosten; das Kaspische Meer hielt er für einen Meerbusen des nördlichen Weltozeans. Seine Erdbeschreibung beschränkte er nicht auf topographische Fakten, sondern bezog Kultur- und Wirtschaftsgeographie sowie historische und politische Gegebenheiten mit ein.

### Mathematik, Musiktheorie und Metaphysik
Der Philosoph und Mathematiker Theon von Smyrna zitiert zwei Stellen aus einem Werk des Eratosthenes mit dem Titel Platōnikós, das nicht erhalten ist. Zu welcher Literaturgattung der Platonikos gehörte, ist umstritten. Einige Forscher haben an einen Kommentar zu Platons Dialog Timaios gedacht, doch scheint sich Eratosthenes nicht auf eine Besprechung nur eines einzelnen Werkes Platons beschränkt zu haben. Oft wurde angenommen, es habe sich um einen Dialog gehandelt, in dem Platon als Hauptunterredner auftrat, doch müsste die Schrift dann nach antiker Gepflogenheit Platon und nicht Platonikos heißen. Wahrscheinlich ist Platonikos im Sinne von Platonikos logos (Schrift über Platon) zu verstehen. Es war wohl ein Handbuch, das einem breiteren Publikum den Zugang zu Platons Werken durch Klärung von Begriffen und Erläuterung schwieriger Passagen erleichtern sollte.
Behandelt wurden in erster Linie mathematische Fragen; zu den erörterten Begriffen gehörten Abstand, Verhältnis, kontinuierliche und diskontinuierliche Proportion, mathematisches Mittel, Primzahl und Punkt. Im Mittelpunkt stand die Proportionenlehre, in der Eratosthenes den Schlüssel zur platonischen Philosophie sah. Mathematische Erkenntnis bedeutete für ihn zugleich philosophische. Das Hilfsmittel der Verhältnisgleichung („a verhält sich zu b wie c zu d“), die er „Analogie“ nannte, sollte auch zu außermathematischem Erkenntnisgewinn verhelfen. Er erstrebte generell Problemlösungen durch das Aufsuchen von Analogien im Sinne von Verhältnisgleichungen. In der Proportion meinte er das verbindende Band der „mathematischen“ Wissenschaften (Arithmetik, Geometrie, Astronomie, Musiktheorie) gefunden zu haben, da alle Aussagen dieser Wissenschaften letztlich auf Aussagen über Proportionen zurückführbar seien.
So wie die Eins der Ausgangspunkt (archḗ) und das Urelement (stoicheíon) der Zahlen und damit der Quantität ist und wie der Punkt das nicht auflösbare, nicht zurückführbare Element der Länge ist, ist für Eratosthenes die Gleichheit (als Urverhältnis 1 : 1) das Element und der Ursprung aller Verhältnisse und Proportionen. Die Zahlen entstehen durch Addition und die verschiedenen Verhältnisse durch Vergrößerung der Glieder des Ausgangsverhältnisses; die Linie hingegen kann nicht als Zusammenfügung einzelner Punkte hervorgebracht werden, da der einzelne Punkt keine Ausdehnung hat, sondern sie entsteht durch eine kontinuierliche Bewegung eines Punktes. Diese Auffassung wurde später von dem Skeptiker Sextus Empiricus kritisiert.
Für das mit Zirkel und Lineal unlösbare Problem der Würfelverdoppelung, das „Delische Problem“, schlug Eratosthenes eine mathematische Näherungslösung vor. Für die Primzahlforschung verwendete er einen Algorithmus, der es gestattet, aus der Menge aller ungeraden natürlichen Zahlen, die kleiner als eine vorgegebene Zahl oder ihr gleich sind, alle Primzahlen auszusondern. Diese Methode ist unter dem Namen Sieb des Eratosthenes bekannt. Er hat sie aber nicht – wie man früher glaubte – erfunden; sie war vielmehr bereits bekannt, von ihm stammt nur die Bezeichnung „Sieb“.
Ein Nebenthema des Platonikos war die Musiktheorie, in der Eratosthenes die Proportionenlehre auf die Musik übertrug. Das gelang ihm so überzeugend, dass er in der Antike zu den bedeutendsten Autoritäten auf musikalischem Gebiet gezählt wurde. Der Gelehrte Ptolemaios überliefert die Berechnungen des Eratosthenes für das Tetrachord, die zeigen, dass er sich der „pythagoreischen“ Einstimmung bediente, die er verfeinerte. Eratosthenes kannte und berücksichtigte auch das System des Musiktheoretikers Aristoxenos. Wie er bei seinen Berechnungen vorging, teilt Ptolemaios allerdings nicht mit.
Ferner ging Eratosthenes im Platonikos auch auf Metaphysisches wie die Seelenlehre ein. Dabei vertrat er ebenso wie der Platoniker Krantor, von dem er wohl beeinflusst war, die Auffassung, die Seele könne nicht rein immateriell sein, sondern müsse auch etwas Körperhaftes an sich haben, denn sie halte sich ja in der Welt der sinnlich wahrnehmbaren Dinge auf; außerdem sei sie stets in einem Körper.
Dem liegt die Überlegung zugrunde, die Seele könne sinnlich wahrnehmbare Objekte nur erfassen, wenn sie eine entsprechende Disposition in ihrer eigenen Struktur aufweist. Demnach sei sie eine Mischung aus zwei Bestandteilen, einem unkörperlichen und einem körperhaften.
Der spätantike Mathematiker Pappos erwähnt eine mathematische Schrift des Eratosthenes mit dem Titel Über Mittelglieder (Peri mesotḗtōn). Da dieses Werk sonst nirgends in antiken Quellen genannt ist, ist zu vermuten, dass es mit dem Platonikos identisch ist. 1981 wurde eine mittelalterliche arabische Übersetzung eines Textes von „Aristanes“ (Eratosthenes) über mittlere Proportionale veröffentlicht. Dabei handelt es sich aber nicht um das von Pappos erwähnte verlorene Werk Über Mittelglieder, sondern um einen auch im griechischen Originaltext erhaltenen angeblichen Brief des Eratosthenes an König Ptolemaios III. über die Würfelverdoppelung. Die Echtheit des Briefs ist umstritten.

### Kleinere philosophische Schriften
Neben dem Platonikos verfasste Eratosthenes eine Anzahl von kleineren philosophischen Werken, teilweise in Dialogform, von denen nur die Titel und zum Teil vereinzelte Zitate überliefert sind:
- Arsinoë, anscheinend ein Dialog; erhalten ist nur ein einziges, von Athenaios überliefertes Fragment. Bei der titelgebenden Gestalt handelt es sich wahrscheinlich um die ägyptische Königin Arsinoë II., nicht – wie man früher glaubte – Arsinoë III.[24] In dem Fragment äußert sich die Königin abfällig über ein ägyptisches Volksfest.
- Ariston, ein ebenfalls nur bei Athenaios ausdrücklich erwähnter Dialog, der wohl von der Tugendlehre des Stoikers Ariston, der Eratosthenes’ Lehrer war, handelte. In dem Dialog wird berichtet, Ariston sei ertappt worden, als er „die Mauer zwischen Lust und Tugend durchbrach und auf der Seite der Lust auftauchte“, also die philosophische Askese nicht einhielt.
- Über Reichtum und Armut, wohl ein Dialog, bekannt durch eine Erwähnung bei dem Doxographen Diogenes Laertios.
- Über Reichtum, ein mehrbändiges Werk, das Plutarch erwähnt.
- Über Schmerzlosigkeit, ein in der Suda erwähntes, anscheinend populäres Werk, vermutlich in Dialogform.
- An Baton, vermutlich ein Dialog; ein Fragment ist bei Diogenes Laertios überliefert.
- Über Gutes und Böses, eine Abhandlung über Ethik, aus der vier kleinere Fragmente erhalten sind. Sie enthielt biographisches Material, mit dem Aussagen über Tugend und Schlechtigkeit veranschaulicht wurden. In diesem Zusammenhang war von Todesarten prominenter Persönlichkeiten und von philosophischer Standhaftigkeit die Rede. Ein weiteres Thema war die Personalpolitik Alexanders des Großen, an der Eratosthenes lobte, dass der König tugendhafte Männer unabhängig von ihrer Herkunft geschätzt und gefördert habe, statt sich nur auf Griechen zu stützen und die „Barbaren“ als unterworfene Feinde zu behandeln. Damit kritisierte Eratosthenes die verbreitete Vorstellung eines naturgegebenen Rangunterschieds zwischen Griechen und Nichtgriechen, zu deren Vertretern Aristoteles gehörte.
- Über die Schulen in der Philosophie, ein nur in der Suda genanntes doxographisches, philosophiegeschichtliches Werk. Wenn die Angabe der Suda zutrifft, handelt es sich um die älteste bekannte Schrift dieser Art.

### Geschichtliche Werke
Der Suda zufolge verfasste Eratosthenes Geschichtswerke (historíai). Nur ein namentlich bekanntes Werk lässt sich ihm möglicherweise zuordnen: die Geschichte der Galater (Galatiká). Erhalten sind nur spärliche Fragmente. Dieses Werk wird Eratosthenes gewöhnlich abgesprochen, doch ist seine Verfasserschaft nicht auszuschließen. Da die Abfassung nicht vor 205 erfolgt sein kann, müsste es sich, falls er der Autor ist, um ein Alterswerk handeln.
Eratosthenes gilt als erster Chronograph und Begründer der wissenschaftlichen Chronographie (Erstellung eines zeitlichen Rahmens, in den historische Ereignisse eingeordnet werden). Sein Interesse richtete sich aber anscheinend mehr auf das Sammeln kulturhistorisch interessanter Nachrichten als auf die Bestimmung einer absoluten Chronologie. Daher ist seine Rolle auf diesem Gebiet nicht so herausragend, wie in der älteren Forschung öfters angenommen wurde. Drei einschlägige Schriften von ihm werden in den Quellen genannt:
- Die Könige der Thebaner, eine Liste der ägyptischen Herrscher von Theben, die er in königlichem Auftrag aus dem Ägyptischen ins Griechische übersetzt haben soll. Eine solche Liste ist erhalten, kann aber in der vorliegenden Fassung nicht von ihm stammen. Inwieweit sie Material enthält, das auf ihn zurückgeht, ist unklar.[26]
- Über Chronographien, eine Abhandlung über Epochengliederung, aus der Fragmente erhalten sind. Eratosthenes setzte sich mit älteren Ansätzen auseinander. Dabei begann er mit der Eroberung Trojas, die er für ein historisches Ereignis hielt. Früheres berücksichtigte er nicht, da er der Überlieferung wegen ihres sagenhaften Charakters nicht traute. Auch hier zeigt sich seine kritische, wissenschaftliche Denkweise. Er kam zum Ergebnis, dass zwischen der Eroberung Trojas und dem Tod Alexanders des Großen 860 Jahre liegen.[27] Diesen Zeitraum unterteilte er in zehn unterschiedlich lange „Epochen“, die er mit markanten militärischen, kulturgeschichtlichen oder politischen Ereignissen beginnen und enden ließ. Die Abstände zwischen diesen Fixpunkten berechnete er anhand von chronologischen Angaben der Geschichtsschreiber. Ein absolutes zeitliches Gerüst scheint er dabei nicht verwendet zu haben.
- Olympiasieger (Olympioníkai), eine aus Zitaten in späterer Literatur bekannte mehrbändige Schrift über die Sieger in den Olympischen Spielen und die Geschichte des Sports mit besonderer Berücksichtigung der Chronologie. Die Zählung der Olympiaden zum Zweck der Datierung von Ereignissen war von Timaios von Tauromenion eingeführt worden und diente schon vor der Zeit des Eratosthenes als Gerüst für die Zeitrechnung. Eratosthenes wertete die ihm vorliegende Literatur aus; inschriftliche Quellen zog er nicht heran. Sein Werk war zugleich eine Sammlung von kulturhistorischen Informationen.

### Dichtung
Während Eratosthenes heute nur als Wissenschaftler berühmt ist, wurde er in der Antike auch als Dichter geschätzt und sogar mit dem Lyriker Archilochos verglichen. Anerkennung fand er auf diesem Gebiet wegen der Eleganz und formalen Makellosigkeit seiner Verse, angekreidet wurde ihm aber ein gewisser Mangel an Inspiration. Sechs Gedichte werden in den Quellen genannt:
- Erigone, eine in der Antike wegen ihrer formalen Perfektion berühmte Elegie in ionischem Dialekt, aus der nur wenige Verse erhalten sind. Geschildert wird das Schicksal der Athenerin Erigone, der Tochter des Bauern Ikarios, einer mythischen Gestalt. Ikarios erhält von dem Gott Dionysos den Auftrag, den bisher unbekannten Weinbau zu verbreiten. Dabei wird Ikarios von Bauern ermordet, die den Wein wegen seiner neuartigen berauschenden Wirkung für ein Gift halten. Aus Verzweiflung darüber erhängt sich Erigone. Ihre Hündin Maira harrt bei der Toten aus, bis sie selbst stirbt. Später werden Ikarios, Erigone und Maira von den Göttern unter die Sterne versetzt. Berühmt ist ein in Antike und Neuzeit viel erörterter Vers der Erigone, in dem von der Einführung eines Tanzes die Rede ist, der erstmals getanzt wurde, nachdem Ikarios einen Bock (griechisch trágos) getötet hatte, der in seinen Weingarten eingedrungen war. Dieser Tanz wird mit der Entstehung der Tragödie als „Bocksgesang“ in Zusammenhang gebracht. Der Vers ist fehlerhaft überliefert, sein Wortlaut und seine Interpretation sind strittig.[28]

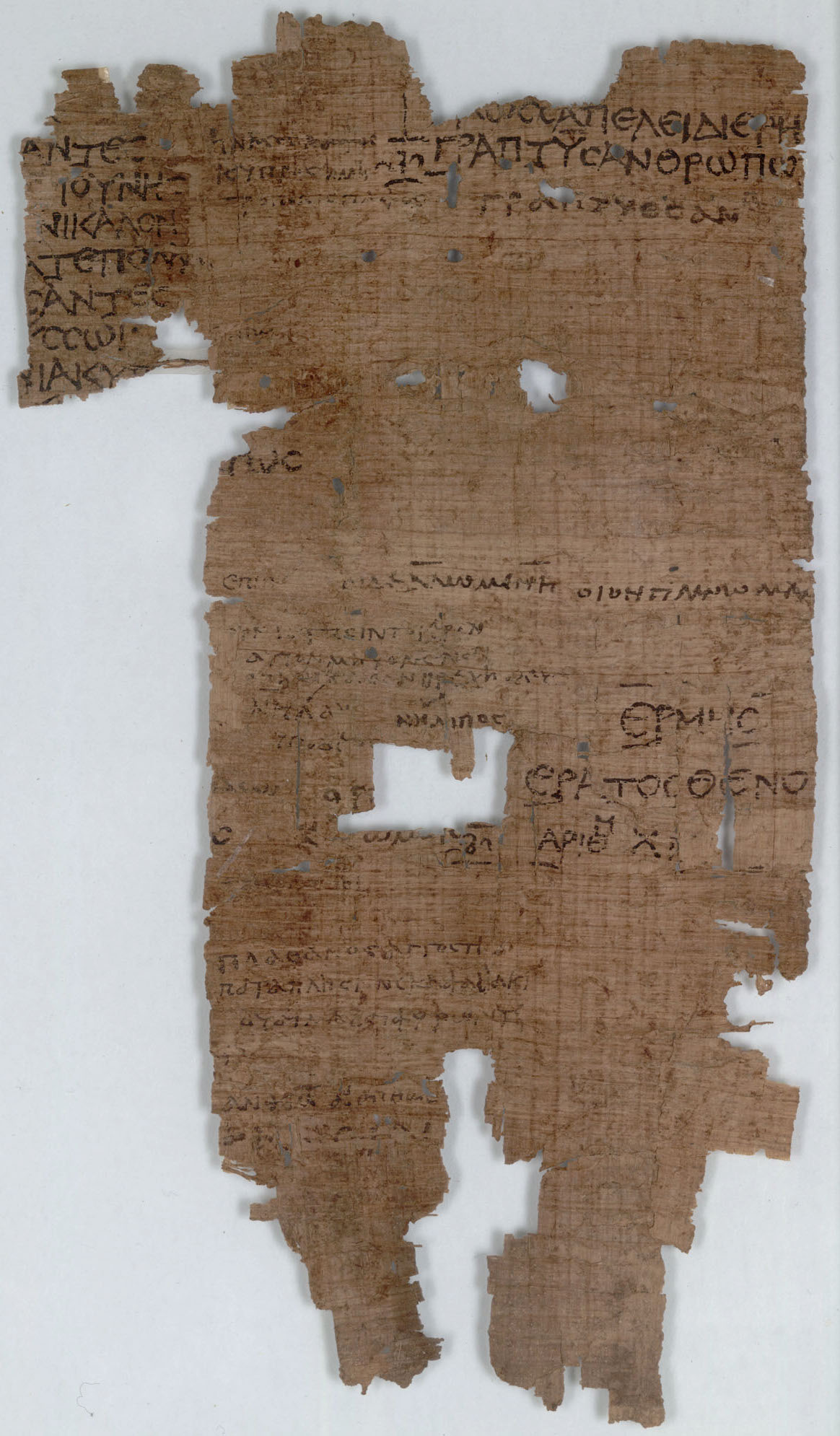
Fragment des Hermes auf einem Papyrus aus Oxyrhynchos in der Bodleian Art, Archaeology and Ancient World Library, Oxford

- Hermes, ein umfangreiches episches, von der Naturphilosophie Platons geprägtes Gedicht, das Taten und Erlebnisse des Götterboten Hermes schilderte und etwa 1600 Verse umfasste. Zwar sind daraus mindestens 19 Fragmente überliefert, doch ergibt sich kein klares Bild vom Aufbau und Inhalt. Das Motiv von Hermes’ Aufstieg zu den himmlischen Sphären nutzte der Dichter zur Darstellung einer kosmologischen Thematik, die ihm als Astronomen und Platoniker vertraut war: Er beschrieb die Struktur des Universums und besonders das pythagoreisch-platonische Konzept der Sphärenharmonie. Dadurch erhielt der Hermes passagenweise den Charakter eines naturwissenschaftlich ausgerichteten Lehrgedichts. Hermes, der Erfinder der Lyra, steigt zum Himmel empor, wobei er die acht Himmelssphären vom Mond bis zu den Fixsternen durchschreitet. Dabei erkennt er staunend, dass die Sphären Töne hervorbringen, die denen des von ihm geschaffenen Instruments entsprechen. Jeder der acht Sphären ist ein Ton zugeordnet, woraus sich eine Tonleiter von Oktavumfang ergibt. Die unbewegte Erde im Zentrum des Kosmos erzeugt keinen Ton.[29]
- Hesiod oder Anterinys, ein rein hexametrisches Gedicht, aus dem wenige Fragmente erhalten sind. Das Thema ist ein Racheakt. Der berühmte Dichter Hesiod wird verdächtigt, eine Frau verführt zu haben, die sich nach ihrer Entehrung erhängt hat. Deren Brüder töten Hesiod, werfen seine Leiche ins Meer und flüchten. Später werden sie durch das Gebell des Hundes des Ermordeten entlarvt und hingerichtet. Es stellt sich heraus, dass Hesiod an der ihm zur Last gelegten Tat unschuldig war.
- Dionysos mit dem offenen Mund, ein Gedicht über den mythischen Samier Elpis, der zunächst vor einem Löwen flüchtet, dann aber dem Raubtier zu Hilfe kommt. Daraufhin teilt der dankbare Löwe seine Beute mit dem Menschen.
- Ein nicht erhaltenes Hochzeitslied (Epithalamion).
- Das „Widmungsepigramm“, das einzige vollständig erhaltene Gedicht des Eratosthenes. Es war an König Ptolemaios III. gerichtet und begleitete ein später „Mesolabos“ genanntes Gerät, das Eratosthenes für den König konstruiert hatte. Das Instrument funktionierte mechanisch nach dem Prinzip des Rechenschiebers. Es bestand aus einem rechteckigen Rahmen, der in Rillen bewegliche Plättchen enthielt. Der Mesolabos diente der mechanischen Ermittlung der zwei mittleren Proportionalen zweier gegebener Strecken und damit der Verdoppelung des Würfels auf mechanischem Weg.

### Philologie
Neben seinem geographischen Werk fanden Eratosthenes’ philologische Arbeiten in der Antike am meisten Beachtung. Sie sind aber nur in (relativ zahlreichen) Fragmenten erhalten geblieben. Er galt als Autorität auf diesem Gebiet und war der erste antike Gelehrte, der sich selbst als „Philologe“ bezeichnete, womit aber nicht nur Philologie im modernen Sinne, sondern generell Gelehrsamkeit gemeint war. Sein umfangreiches philologisches Hauptwerk trug den Titel Über die Alte Komödie. Darin erörterte er Fragen der Textkritik, der Autorschaft einzelner Stücke, der Aufführungszeit und Aufführungspraxis und erläuterte historische Hintergründe. In erster Linie befasste er sich mit sprachlichen Phänomenen, mit der Untersuchung einzelner Wörter und Ausdrücke und dialektaler Besonderheiten, die ihm Kriterien für die Klärung von Echtheits- und Zuschreibungsfragen lieferten. Mit den Ansichten früherer Autoren setzte er sich kritisch und teils scharf auseinander. Über die Alte Komödie wurde ein Standardwerk.
Eine weitere Schrift trug den Titel Grammatiká (Grammatisches). Ferner verfasste er eine Abhandlung über Begriffe aus der Welt des Handwerks, den Architektonikós (Handwerkskunst), und eine über die Namen der Haushaltsgeräte, den Skeuographikós (Ausstattungswesen), sowie einen Kommentar zu Homers Ilias unter einem besonderen, nicht überlieferten Gesichtspunkt. Der Suda zufolge waren seine grammatischen Werke zahlreich.
Eratosthenes schrieb auch Briefe, in denen er auf philologische und kulturhistorische Fragen einging. Zwei Fragmente sind erhalten.

## Rezeption

### Antike
Der berühmte Mathematiker Archimedes stand mit Eratosthenes in Briefkontakt. Er ehrte ihn, indem er ihm seine Schrift Methodenlehre widmete, sein einziges Werk über Methodologie. Dort bezeichnete er ihn als hervorragenden Gelehrten, wobei er seine philosophischen Verdienste stark hervorhob und damit zugleich andeutete, dass er die mathematischen Leistungen für weniger bedeutend hielt. Ferner sandte Archimedes anscheinend Eratosthenes das aus 22 Distichen bestehende Gedicht Das Rinderproblem über ein schwieriges mathematisches Problem, das er den Mathematikern in Alexandria vorlegen wollte; die Echtheit der Verse steht allerdings nicht zweifelsfrei fest.
Die Vielseitigkeit des Eratosthenes fiel den Zeitgenossen und der Nachwelt auf, doch wurde sie nicht nur positiv gewertet. Kritiker waren der Meinung, er habe sich mehr durch die Breite seiner Interessen und seine Gelehrsamkeit ausgezeichnet als durch Tiefe des Verständnisses oder bahnbrechende Leistungen auf den einzelnen Gebieten. Diese Einschätzung kam auch in seinen Spitznamen oder Beinamen zum Ausdruck, die wohl schon zu seinen Lebzeiten in seiner Umwelt verbreitet waren; die Bewohner Alexandrias waren für ihre Spottlust berühmt. Bei seinen Gegnern galt er als „Vielwisser“ (im Gegensatz zu einem echten Philosophen). In diesem Sinne nannten sie ihn „Fünfkämpfer“ (Péntathlos) – jemand, der zwar auf mehreren Gebieten Beachtliches leistet, aber in keiner der einzelnen Disziplinen der Beste ist. Auch der Spitzname Beta – „der Zweite“ im Sinne von „zweitrangig“ – war gebräuchlich. Angesichts dieses Hintergrundes ist es möglich, dass die Bezeichnung als „Zweiter Platon“ oder „Neuer Platon“ nicht nur positiv gemeint war, sondern zugleich einen Mangel an Originalität andeuten sollte.
Anscheinend zollte man ihm in weiten Kreisen nur widerwillig Anerkennung. Fachgelehrte suchten und fanden Schwachpunkte, die sie zu teils überzogener Kritik nutzten. Strabon und Plinius der Ältere lobten allgemein seine Kompetenz in verschiedenen Wissensgebieten, doch wenn es um konkrete Einzelfragen ging, hatte Strabon an seiner Sachkenntnis und Urteilskraft viel auszusetzen. Scharfe Kritik an Eratosthenes übte Polemon von Ilion, der zu diesem Zweck eine mehrbändige Kampfschrift Über die Anwesenheit des Eratosthenes in Athen verfasste. Die erhaltenen Fragmente lassen erkennen, dass Polemon dem Gegner mangelnde Kenntnis der Kulturgeschichte Athens vorwarf. Weitere Eratosthenes-Kritiker waren der berühmte Astronom und Geograph Hipparch von Nikaia und der Mathematiker Nikomedes. Hipparch tadelte die Unzuverlässigkeit der Weltkarte, Nikomedes verfasste ein Buch Über Konchoiden gegen Eratosthenes, in dem er gegen Eratosthenes polemisierte und dessen Erfindungen (wie den Mesolabos) als unpraktisch hinstellte. Polybios warf ihm heftig vor, dem Bericht des Pytheas Vertrauen geschenkt zu haben, kritisierte seine Lokalisierungen und Distanzangaben im Mittelmeerraum und verteidigte die von Eratosthenes aufgegebene Einteilung der Oikumene in drei Kontinente. Auch der in der Antike sehr beliebte Vorwurf des Plagiats wurde gegen Eratosthenes erhoben.
Inwieweit ungünstige Bewertungen durch antike Kritiker, die einen strengen Maßstab anlegten, trotz seiner zweifellos bedeutenden Leistungen berechtigt waren, ist schwer zu beurteilen, da von seinen Werken nur wenig erhalten geblieben ist. Er polemisierte gern, drückte sich sarkastisch aus und wurde seinerseits zur Zielscheibe von Angriffen.
Im 2. Jahrhundert verfasste der Geograph Dionysios von Alexandria (Dionysios Periegetes) ein Lehrgedicht, das eine Weltbeschreibung bietet, für die sich der Dichter unter anderem auf Angaben des Eratosthenes stützt. Das Gedicht fand in der Antike, im mittelalterlichen Byzantinischen Reich und in der Frühen Neuzeit viel Beachtung. Ob Dionysios Zugang zum Originaltext der Geographika des Eratosthenes hatte oder sein Wissen aus einer Mittelquelle bezog, ist unbekannt.
Die Gedichte Hermes und Erigone waren in der Antike berühmt. Die Nachwirkung des Hermes war beträchtlich, auch bei römischen Autoren. Ciceros Somnium Scipionis war wohl vom Hermes inspiriert, Vergil verwertete in seinen Georgica Eratosthenes’ Darstellung der fünf Himmelszonen, die Hermes bei seinem Aufstieg wahrnahm. Ein Zeitgenosse des Eratosthenes namens Timarchos verfasste einen mindestens vierbändigen Kommentar zum Hermes.
Ob eine bildliche Darstellung des Eratosthenes aus der Antike erhalten ist, ist unklar. In der Villa Boscoreale wurde ein Fresko gefunden, auf dem ein alter Philosoph abgebildet ist, bei dem es sich vermutlich um Eratosthenes handelt. Einer umstrittenen Hypothese zufolge sind die um die Mitte des 1. Jahrhunderts v. Chr. entstandenen Fresken von Boscoreale Kopien eines Bilderzyklus, der im Auftrag von Ptolemaios III. angefertigt worden war, und basieren somit auf zeitgenössischen Porträts der abgebildeten Personen. Spekulativ ist eine Vermutung von Konrad Gaiser, der meint, Eratosthenes auf einem berühmten Mosaik aus dem 1. Jahrhundert n. Chr. erkennen zu können, das 1897 in Torre Annunziata gefunden wurde und sich heute im Archäologischen Nationalmuseum von Neapel befindet. Gaiser glaubt, es handle sich wohl um eine Kopie eines Bildes, das in Alexandria bald nach dem Tod des Eratosthenes entstanden war und dort entweder sein Grab oder einen Raum des Museions schmückte.

### Neuzeit
Als im 17. Jahrhundert der niederländische Astronom und Mathematiker Willebrord Snel van Royen eine neue Methode der Bestimmung des Erdumfangs veröffentlichte, wählte er für sein 1617 erschienenes Werk den Titel Eratosthenes Batavus (Der niederländische Eratosthenes). Sein Zeitgenosse Claude de Saumaise (Claudius Salmasius), ein bedeutender Altertumswissenschaftler, wurde als der Eratosthenes seiner Zeit gerühmt.
Der Philologe Gottfried Bernhardy veröffentlichte 1822, im Jahr seiner Promotion, die erste und bis heute einzige auf Vollständigkeit abzielende Sammlung der Eratosthenes-Fragmente. In der Folgezeit und auch noch im 20. Jahrhundert konzentrierte sich die Forschung auf Einzelfragen. Bernhardys Jugendarbeit, damals eine glanzvolle Leistung, ist heute völlig überholt, wurde aber nicht ersetzt.
Aus heutiger Sicht fällt vor allem die konsequent wissenschaftliche Denk- und Arbeitsweise des Eratosthenes auf, die ihm in der Moderne besondere Wertschätzung eingebracht hat. In der Forschungsliteratur werden seine Pionierleistungen und seine Unbefangenheit, Gewissenhaftigkeit und umfassende Bildung gewürdigt. Es wird aber auch darauf hingewiesen, dass Eratosthenes nicht auf allen Gebieten, denen er sich zuwandte, Überragendes vollbrachte; in einem Teil seiner Werke zeigt er sich vorwiegend als Material zusammentragender Buchgelehrter.
Nach Eratosthenes sind der Asteroid (3251) Eratosthenes und ein Mondkrater benannt. Zudem trägt seit April 2021 der Eratosthenes Point in der Antarktis seinen Namen.
Eine von Eratosthenes beauftragte Vermessungsexpedition ist Gegenstand von Arno Schmidts Erzählung Enthymesis oder W.I.E.H.
Der Förderkreis Vermessungstechnisches Museum verleiht den Eratosthenes-Preis für herausragende Arbeiten auf dem Gebiet der geschichtlichen Forschungen im Vermessungswesen, insbesondere für Studienabschlussarbeiten und Dissertationen, sowie den Eratosthenes-Ehrenpreis für herausragende Buchveröffentlichungen.

## Ausgaben und Übersetzungen
Astronomisches, Geographisches und Mythographisches
- Hugo Berger (Hrsg.): Die geographischen Fragmente des Eratosthenes. Teubner, Leipzig 1880 (online).
- Jordi Pàmias, Klaus Geus (Hrsg.): Eratosthenes: Sternsagen (Catasterismi). Utopica, Oberhaid 2007, ISBN 978-3-938083-05-5 (Text, Übersetzung und Kommentar).
- Jordi Pàmias i Massana, Arnaud Zucker (Hrsg.): Ératosthène de Cyrène: Catastérismes. Les Belles Lettres, Paris 2013, ISBN 978-2-251-00582-9 (kritische Edition mit französischer Übersetzung und Kommentar)
- Duane W. Roller: Eratosthenes’ Geography. Fragments collected and translated, with commentary and additional material. Princeton University Press, Princeton/Oxford 2010, ISBN 978-0-691-14267-8 (englische Übersetzung, Kommentar, Karten).

Dichtung
- John U. Powell (Hrsg.): Collectanea Alexandrina. Clarendon Press, Oxford 1925 (enthält S. 58–64 Fragmente der Dichtungen).
- Alexandra Rosokoki (Hrsg.): Die Erigone des Eratosthenes. Eine kommentierte Ausgabe der Fragmente. Winter, Heidelberg 1995, ISBN 3-8253-0299-7.

Geschichtliches
- Felix Jacoby (Hrsg.): Die Fragmente der griechischen Historiker. 2. Teil, Band B, Weidmann, Berlin 1929 (enthält S. 1010–1021, Nr. 241 Eratosthenes-Fragmente).

Mathematisches und Philosophisches
- Heinrich Dörrie (Hrsg.): Der Platonismus in der Antike, Band 1: Die geschichtlichen Wurzeln des Platonismus, Frommann-Holzboog, Stuttgart-Bad Cannstatt 1987, ISBN 3-7728-1153-1, S. 116–133 (griechische Texte mit deutscher Übersetzung) und S. 350–382 (Kommentar).

Philologisches
- Andreas Bagordo (Hrsg.): Die antiken Traktate über das Drama. Mit einer Sammlung der Fragmente. Teubner, Stuttgart 1998, ISBN 3-519-07660-8, S. 127–136 (kritische Edition der Fragmente von Über die Alte Komödie), S. 37–40 (Einführung zu den Fragmenten).